# Gazette des chemins de fer
 (mai 2020).
Si vous disposez d'ouvrages ou d'articles de référence ou si vous connaissez des sites web de qualité traitant du thème abordé ici, merci de compléter l'article en donnant les références utiles à sa vérifiabilité et en les liant à la section « Notes et références ».
La Gazette des chemins de fer est un journal économique français du XIXe siècle.

## Histoire
Fondé en 1832 et domicilié au 31 place de la Bourse à Paris, le journal est appelé aussi Cours général des actions, et publié tous les jeudis, en indiquant les payements d'intérêts, et dividendes. À partir de 1855, il est dirigé par l'économiste Jacques Bresson (1798-1860).